# Абель Ернандес
Абель Ернандес (ісп. Abel Hernández, нар. 8 серпня 1990, Пандо) — уругвайський футболіст, нападник клубу «Галл Сіті».
Насамперед відомий виступами за «Палермо», а також національну збірну Уругваю, у складі якої став володарем Кубка Америки.

## Клубна кар'єра
Народився 8 серпня 1990 року в місті Пандо, департамент Канелонес.
Вихованець юнацьких команд футбольних клубів «Пеньяроль» та «Сентраль Еспаньйол».
У дорослому футболі дебютував 2006 року виступами за «Сентраль Еспаньйол», в якому провів два сезони, взявши участь у 30 матчах чемпіонату.

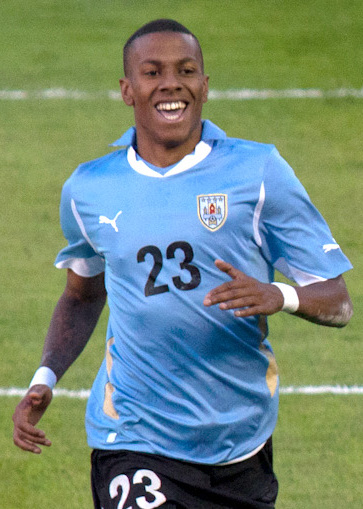
Абель Ернандес 2011 року в складі збірної

Своєю грою за цю команду привернув увагу представників тренерського штабу клубу «Пеньяроль» в якому розпочинав юнацьку кар'єру. До складу столичного клубу приєднався влітку 2008 року. Відіграв за команду з Монтевідео наступний сезон своєї ігрової кар'єри. У складі «Пеньяроля» був одним з головних бомбардирів команди, маючи середню результативність на рівні 0,38 голу за гру першості, проте через хворобу серця значну частину сезону змушений був пропустити.
До складу італійського «Палермо» приєднався 2 лютого 2009 року за 3,7 млн євро. За п'ять з половиною сезонів встиг відіграти за клуб зі столиці Сицилії 111 матчів в національному чемпіонаті, в яких забив 31 гол.
1 вересня 2014 року за 10 млн фунтів, що є клубним рекордом, перейшов в англійський «Галл Сіті». За підсумками першого ж сезону 2014/15 клуб зайняв 18 місце і вилетів у Чемпіоншип, проте уругваєць залишився в команді. Наразі встиг відіграти за клуб з Галла 65 матчів у національному чемпіонаті.

## Виступи за збірні
Протягом 2008–2010 років залучався до складу молодіжної збірної Уругваю, разом з якою брав участь у молодіжному чемпіонаті Південної Америки 2009 року та молодіжному чемпіонаті світу 2009 року. Всього на молодіжному рівні зіграв у 10 офіційних матчах, забив 6 голів.
11 серпня 2010 року дебютував в офіційних матчах у складі національної збірної Уругваю в товариській грі зі збірною Анголи. Абель Ернандес вийшов на заміну замість ветерана Себастьяна Абреу, заробив пенальті, який був реалізований Едінсоном Кавані і сам забив гол в доданий до другого тайму час. В результаті Уругвай переміг з рахунком 2:0.
У складі збірної був учасником розіграшу Кубка Америки 2011 року в Аргентині, здобувши того року титул континентального чемпіона.
В середині 2012 року Оскар Табарес, тренер національної збірної Уругваю, який очолив Олімпійську футбольну команду, включив Кампанію в заявку збірної на Олімпійських іграх 2012 року у Лондоні.
23 червня 2013 року Ернандес забив чотири м'ячі у ворота збірної Таїті у матчі групового етапу Кубка конфедерацій, що проходив у Бразилії. Крім того, він встановив рекорд турніру, забивши найшвидший гол за всю історію Кубка — через 1 хвилину 16 секунд після початку гри. 2014 року також у Бразилії був учасником чемпіонату світу, на якому зіграв у двох матчах.
Наступного року був учасником розіграшу Кубка Америки 2015 року у Чилі, де взяв участь у трьох матчах, а уругвайці дійшли до чвертьфіналу.
Наразі провів у формі головної команди країни 25 матчів, забивши 10 голів.

## Статистика виступів

### Статистика клубних виступів
| Сезон                       | Команда                     | Чемпіонат                   | Чемпіонат | Чемпіонат | Національний кубок | Національний кубок | Національний кубок | Континентальні кубки | Континентальні кубки | Континентальні кубки | Інші змагання | Інші змагання | Інші змагання | Усього | Усього |
| Сезон                       | Команда                     | Ліга                        | Ігор      | Голів     | Ліга               | Ігор               | Голів              | Ліга                 | Ігор                 | Голів                | Ліга          | Ігор          | Голів         | Ігор   | Голів  |
| --------------------------- | --------------------------- | --------------------------- | --------- | --------- | ------------------ | ------------------ | ------------------ | -------------------- | -------------------- | -------------------- | ------------- | ------------- | ------------- | ------ | ------ |
| 2006-07                     | «Сентраль Еспаньйол»        | ПД                          | 6         | 0         | —                  | —                  | —                  | —                    | —                    | —                    | —             | —             | —             | 6      | 0      |
| 2007-08                     | «Сентраль Еспаньйол»        | ПД                          | 24        | 9         | —                  | —                  | —                  | —                    | —                    | —                    | —             | —             | —             | 24     | 9      |
| Усього «Сентраль Еспаньйол» | Усього «Сентраль Еспаньйол» | Усього «Сентраль Еспаньйол» | 30        | 9         |                    |                    |                    |                      |                      |                      |               |               |               | 30     | 9      |
| 2008-09                     | «Пеньяроль»                 | ПД                          | 8         | 3         | —                  | —                  | —                  | КЛ                   | 0                    | 0                    | —             | —             | —             | 8      | 3      |
| 2008-09                     | «Палермо»                   | A                           | 6         | 0         | —                  | —                  | —                  | —                    | —                    | —                    | —             | —             | —             | 6      | 0      |
| 2009-10                     | «Палермо»                   | A                           | 21        | 7         | КІ                 | 1                  | 0                  | —                    | —                    | —                    | —             | —             | —             | 22     | 7      |
| 2010-11                     | «Палермо»                   | A                           | 22        | 3         | КІ                 | 3                  | 1                  | ЛЄ                   | 4                    | 4                    | —             | —             | —             | 29     | 8      |
| 2011-12                     | «Палермо»                   | A                           | 20        | 6         | КІ                 | 0                  | 0                  | ЛЄ                   | 0                    | 0                    | —             | —             | —             | 20     | 6      |
| 2012-13                     | «Палермо»                   | A                           | 14        | 1         | КІ                 | 1                  | 0                  | -                    | -                    | -                    | -             | -             | -             | 15     | 1      |
| 2013–14                     | «Палермо»                   | B (ІІ)                      | 28        | 14        | КІ                 | 2                  | 0                  | -                    | -                    | -                    | -             | -             | -             | 30     | 14     |
| Усього за «Палермо»         | Усього за «Палермо»         | Усього за «Палермо»         | 111       | 31        |                    | 7                  | 1                  |                      | 4                    | 4                    |               |               |               | 122    | 36     |
| 2014–15                     | «Галл Сіті»                 | ПЛ                          | 25        | 4         | КА+КЛ              | 1+0                | 0+0                | ЛЄ                   | -                    | -                    | -             | -             | -             | 26     | 4      |
| 2015–16                     | «Галл Сіті»                 | Ч (ІІ)                      | 38        | 19        | КА+КЛ              | 0+1                | 0+0                | -                    | -                    | -                    | -             | -             | -             | 39     | 19     |
| Усього за «Галл Сіті»       | Усього за «Галл Сіті»       | Усього за «Галл Сіті»       | 62        | 23        |                    | 2                  | 0                  |                      | -                    | -                    |               | -             | -             | 65     | 23     |
| Усього за кар'єру           | Усього за кар'єру           | Усього за кар'єру           | 211       | 65        |                    | 9                  | 1                  |                      | 4                    | 4                    |               |               |               | 224    | 71     |

### Статистика виступів за збірну
| Дата       | Місто          | Господарі         | Результат        | Гості             | Турнір                       | Голи | Примітки |
| ---------- | -------------- | ----------------- | ---------------- | ----------------- | ---------------------------- | ---- | -------- |
| 11-08-2010 | Лісабон        | Ангола            | 0 – 2            | Уругвай           | товариський матч             | 1    | 71'      |
| 25-03-2011 | Таллінн        | Естонія           | 2 – 0            | Уругвай           | товариський матч             | -    |          |
| 29-03-2011 | Дублін         | Ірландія          | 2 – 3            | Уругвай           | товариський матч             | 1    | 84'      |
| 08-06-2011 | Монтевідео     | Уругвай           | 1 – 1 (3-4 п.п.) | Нідерланди        | товариський матч             | -    | 77'      |
| 23-06-2011 | Ривера         | Уругвай           | 3 – 0            | Естонія           | товариський матч             | -    |          |
| 04-07-2011 | Сан-Хуан       | Уругвай           | 1 – 1            | Перу              | Копа Америка 2011 - 1-й етап | -    | 79'      |
| 19-07-2011 | Ла-Плата       | Перу              | 0 – 2            | Уругвай           | Копа Америка 2011 - півфінал | -    | 72'      |
| 02-09-2011 | Харків         | Україна           | 2 – 3            | Уругвай           | товариський матч             | 1    | 79'      |
| 05-06-2013 | Монтевідео     | Уругвай           | 1 – 0            | Франція           | товариський матч             | -    | 66'      |
| 23-06-2013 | Ресіфі         | Уругвай           | 8 – 0            | Таїті             | Кубок Конфедерацій           | 4    |          |
| 20-11-2013 | Монтевідео     | Уругвай           | 0 – 0            | Йорданія          | Відбір до ЧС 2014            | -    | 81'      |
| 30-05-2014 | Монтевідео     | Уругвай           | 1 – 0            | Північна Ірландія | товариський матч             | -    | 65'      |
| 14-06-2014 | Форталеза      | Уругвай           | 1 – 3            | Коста-Рика        | ЧС 2014 - 1-й етап           | -    | 76'      |
| 28-06-2014 | Ріо-де-Жанейро | Колумбія          | 2 – 0            | Уругвай           | ЧС 2014 - 1/8 фіналу         | -    | 67'      |
| 05-09-2014 | Саппоро        | Японія            | 0 – 2            | Уругвай           | товариський матч             | 1    | 65'      |
| 08-09-2014 | Коян           | Південна Корея    | 0 – 1            | Уругвай           | товариський матч             | -    | 78'      |
| 10-10-2014 | Джидда         | Саудівська Аравія | 1 – 1            | Уругвай           | товариський матч             | -    | 70'      |
| 18-11-2014 | Сантьяго       | Чилі              | 1 – 2            | Уругвай           | товариський матч             | -    | 80'      |
| 06-06-2015 | Монтевідео     | Уругвай           | 5 – 1            | Гватемала         | товариський матч             | 1    | 46'      |
| Усього     |                | Матчів            | 19               |                   | Голів                        | 9    |          |

## Титули і досягнення

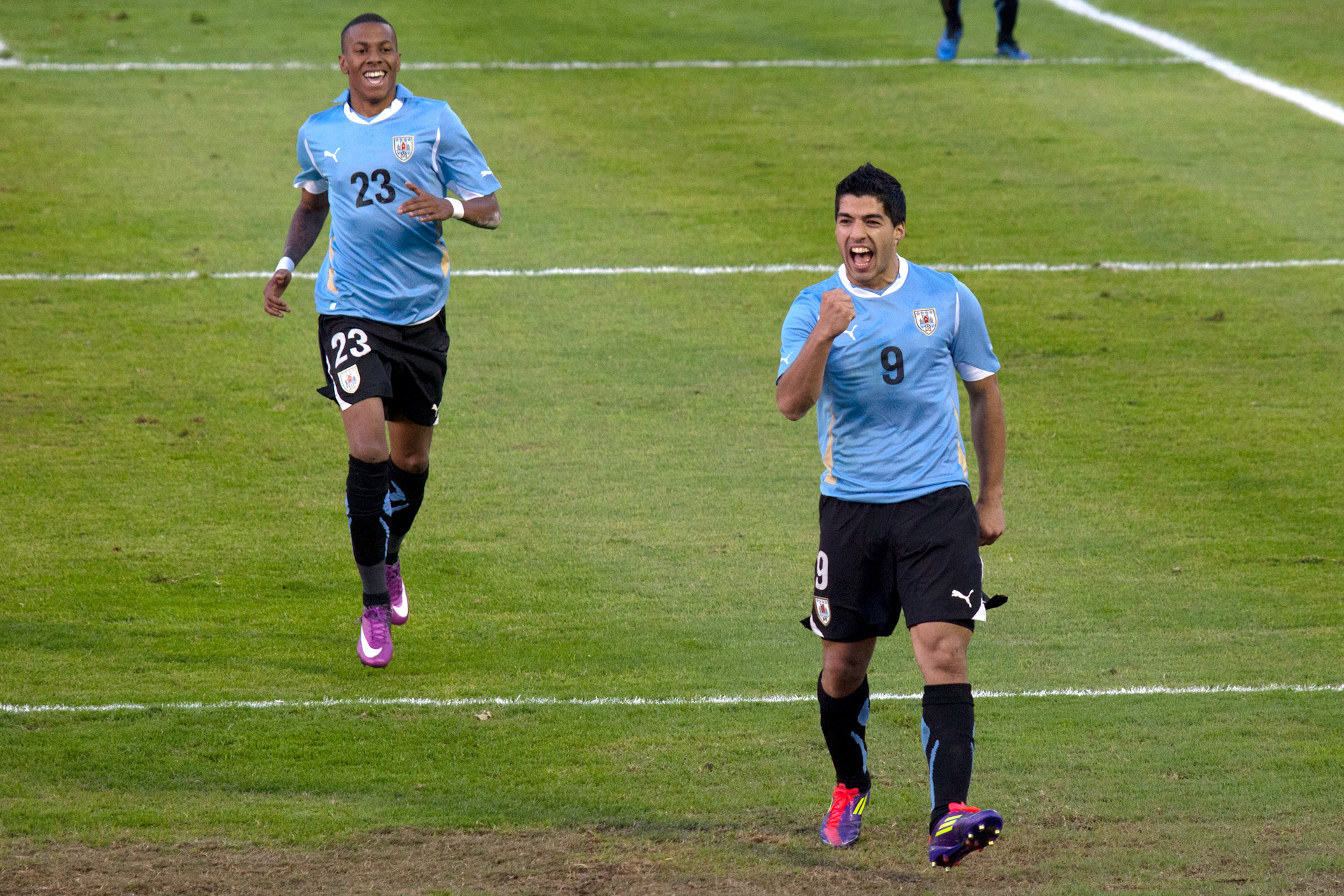
Абель Ернандес (ліворуч) та Луїс Суарес святкують гол у ворота збірної Нідерландів. 8 червня 2011 року

### Командні
- Володар Кубка Америки (1):

Уругвай: 2011

### Особисті
Найкращий бомбардир молодіжного чемпіонату Південної Америки 2009: (5 голів)